# Planeta de lava

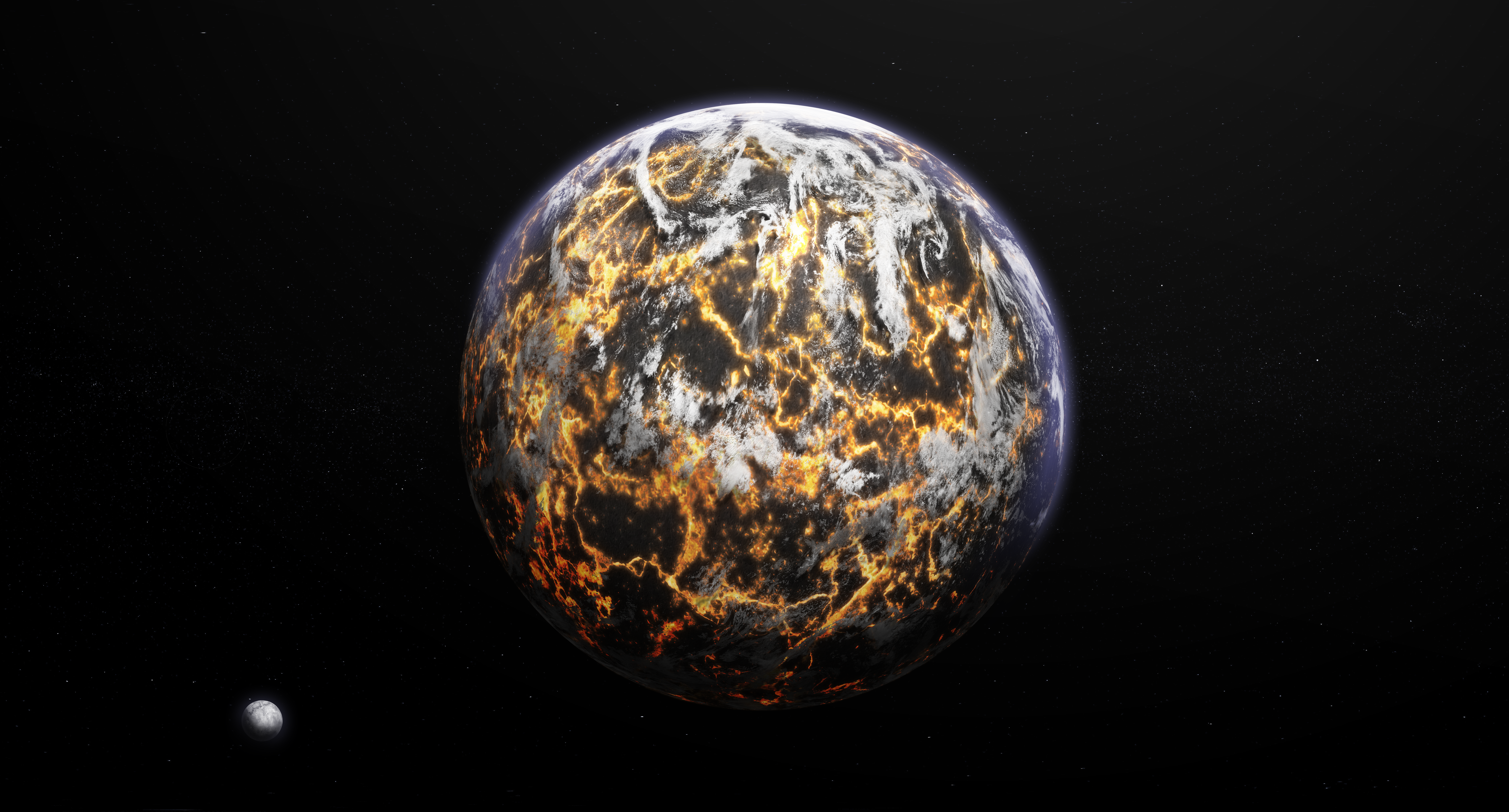
Representación artística de un exoplaneta de lava

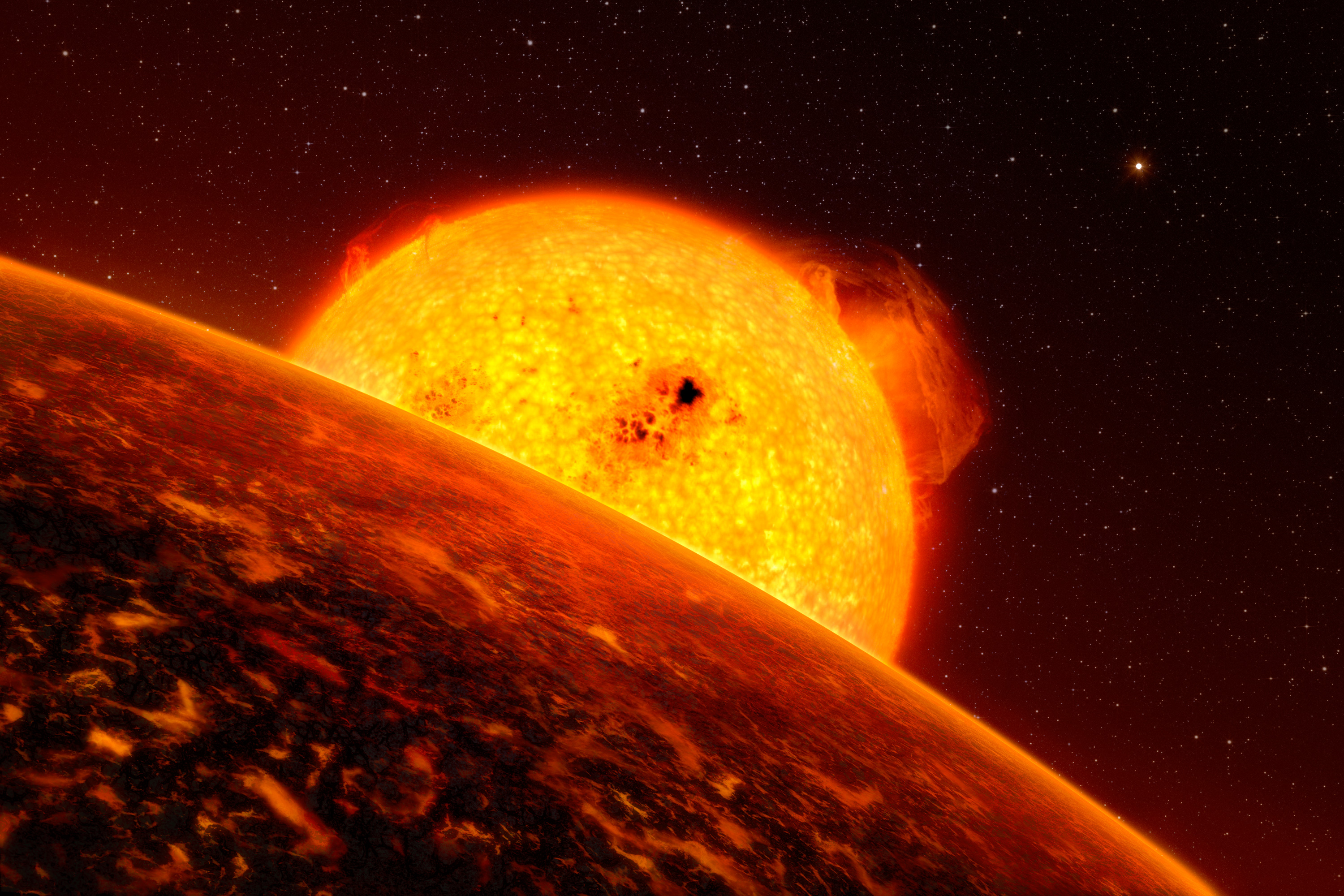
Impresión artística de COROT-7b, exoplaneta de lava.

Un planeta de lava es un tipo de planeta terrestre hipotético, con una superficie compuesta entera o principalmente de lava fundida.
Las teorías más aceptadas sobre las circunstancias en las que puede darse este tipo de planetas son:
- Justo después de su formación.
- En caso de haber sufrido recientemente un gran evento de colisión.
- En caso de tener una órbita muy pequeña respecto a su estrella, que conlleve una intensa irradiación y gigantescas fuerzas de marea.

## Condiciones
Es muy probable que los planetas de lava se encuentren orbitando muy cerca de su estrella. En planetas con órbitas excéntricas, la gravedad de la estrella cercana distorsionaría el planeta periódicamente, lo que resultaría en una gran fricción que aumentaría su calor interno. Este calentamiento de marea podría fundir las rocas en magma, que luego estallaría a través de volcanes, en un proceso similar al del satélite joviano Ío. Ío es el mundo geológicamente más activo del Sistema Solar, con cientos de puntos volcánicos y grietas de lava. Es probable que los exoplanetas que orbiten extremadamente cerca de su estrella tengan una actividad volcánica muy superior a la de Ío, llevando a algunos astrónomos a usar el término súper Ío. Además, en tales circunstancias estos planetas registrarían importantes niveles de radiación estelar, que podría fundir la corteza de la superficie directamente en lava. En un planeta anclado gravitacionalmente podría existir un gran océano de magma en su parte iluminada, lagos de lava en su parte oculta e incluso lluvia de roca causada por la condensación de la roca vaporizada del lado diurno en el nocturno. La masa del planeta también sería un factor a considerar.
La aparición de las placas tectónicas en los planetas terrestres se relaciona con la masa planetaria, en planetas más masivos que la Tierra se espera encontrar tectónica de placas y una intensa actividad volcánica.
Se cree que los protoplanetas tienden a tener una intensa actividad volcánica, fruto de su calor interno después de la formación, incluso en los planetas relativamente pequeños que orbitan lejos de sus estrellas. Los planetas de lava también pueden resultar de impactos gigantes, típicos en los primeros millones de años después de la formación de un sistema estelar. La teoría del gran impacto, ampliamente aceptada por la comunidad científica como explicación del origen de la Luna, propone la colisión de un cuerpo del tamaño de Marte (Tea) con la Tierra, fenómeno que sin lugar a dudas habría convertido nuestro planeta en un planeta de lava que lentamente se fue enfriando hasta desarrollar una corteza.

## Habitabilidad
Los planetas de lava son extremadamente hostiles para la vida tal y como la conocemos. Cualquier organismo presente en este tipo de planetas tendría que estar basado en una bioquímica muy diferente a la de las formas de vida terrestres.

## Candidatos
La ausencia de mundos de lava en el Sistema Solar supone que su existencia siga siendo teórica. Incluso Venus, el planeta más caliente del sistema solar, con su intensa actividad volcánica y sus llanuras de lava solidificada, queda fuera de esta categoría planetaria. Es probable que algunos de los exoplanetas encontrados hasta la fecha sean mundos de lava considerando su tamaño, masa y órbita; como COROT-7b, Kepler-10b, Alpha Centauri Bb, y Kepler-78b.

## En la ficción
Los planetas de lava han sido representados varias veces en películas de ciencia ficción. Tal es el caso del planeta Mustafar en Star Wars Episodio III: La Venganza de los Sith.
El Planeta Excalbia, de la serie de televisión Star Trek, es un planeta de lava, sede de una avanzada civilización con formas de vida basadas en el silicio.